# جف کپلان
جفری کپلان (به انگلیسی: Jeffrey Kaplan) (متولد ۴ نوامبر ۱۹۷۲) یک طراح بازی ویدیویی آمریکایی است که معاون اول رئیس بلیزارد انترتینمنت نیز بر عهده دارد. او اِلِمان های بازی دنیای وارکرفت را طراحی کرد و طراح بازی اورواچ است.
او پس از ۱۹ سال، در آپریل ۲۰۲۱ از بلیزارد انترتینمنت جدا شد.

## اوایل زندگی
کپلان در نیوجرسی متولد شد اما در لا کانیادا فلینتریج، کالیفرنیا بزرگ شد. کپلان در طول سالهای تحصیل خود یک گیمر ویدئویی بسیار مشتاق بود و تحت تأثیر بازی‌های مختلف ماجراجویی از جمله Infocom قرار گرفت. با این حال، او فاقد مهارت برنامه‌نویسی بود و هرگز فکر نمی‌کرد بتواند در صنعت بازی‌های ویدیویی شغلی پیدا کند. کپلان در ابتدا برای گرفتن مدرک فیلم اقدام کرد، اما در نهایت مدرک نویسندگی خلاق را در دانشگاه کالیفرنیای جنوبی دریافت کرد. وی پس از کار به عنوان کارآموز نویسندگی در یونیورسال پیکچرز، تصمیم گرفت که مدرک تحصیلات تکمیلی خود را برای نویسندگی خلاق از دانشگاه نیویورک دریافت کند. به دنبال این، او در حالی که مشغول نوشتن بود، برای استخدام در تجارت پدرش کار کرد تا سعی کند داستان‌هایش را منتشر کند. کپلان در انتشار چندین داستان خلاقانه برای چندین سال ناموفق بود و در طی یک سال بیش از ۱۷۰ اعلان رد پذیرش اثر دریافت کرد. در سال ۲۰۰۰، او تصمیم گرفت که نوشتن خلاق را کنار بگذارد و وقت خود را صرف بازی‌های ویدیویی کند و به عنوان طراح مراحل بازی‌هایی مانند دوک نیوکم ۳ دی و نیمه‌جان کار کرد.

## حرفه
کپلان درگیر یک بازی انبوه چند نفره آنلاین (MMO) به اسم اورکوئست شد. تحت عنوان اسم آنلاین "Tigole" به کلن "Legacy of Steel" پیوست و برای موفقیت‌هایش و نظرات خود در مورد بازی که به کلن (انجمن) ارسال می‌کرد، به یک بازیکن شناخته شده تبدیل شد. او در مورد برخی از تلاش‌های خود جهت ساخت نقشه برای بازی بحث کرد که مورد توجه راب پاردو، که در آن زمان طراح اصلی شرکت بلیزارد برای وارکرفت ۳ بود، قرار گرفت. کپلان می‌دانست که برخی از اعضای کلن در بلیزارد کار می‌کنند، اما اهمیت شرکت را در آن زمان تشخیص نداده بود. در حدود سال ۲۰۰۱، پاردو از کپلان دعوت کرد که به دفتر بلیزارد در لس آنجلس مراجعه کند، در این مدت کپلان به چند نفر دیگر از اعضای انجمن بلیزارد معرفی شد و آنها پروژه دنیای وارکرفت (WoW) را که هنوز معرفی نشده بود، به او نشان دادند. طی چند ماه بعد چندین جلسه مشابه اتفاق افتاد. مدتی بعد، پس از معرفی بازی World of Warcraft به مردم، پاردو پیشنهاد کرد که کپلان برای یک کار نیمه وقت برای طراح بازی WoW درخواست کند. کاپلان فهمید که شرح وظایف متناسب با سوابق وی ساخته شده و ملاقات قبلی وی از بلیزارد یک مصاحبه شغلی غیررسمی بوده‌است. کاپلان درخواست کرد و در می ۲۰۰۲ به اسختدام بلیزارد درآمد.
کار اولیه کپلان در بلیزاد کمک به تضمین کیفیت بازی وارکرفت ۳: پادشاهی آشوب در هفته‌های قبل از انتشار عمومی بود. پس از انتقال به بازی Warcraft III، وی به عنوان یکی از اولین طراحان کوئست به همراه Pat Nagle به تیم WoW پیوست و از نزدیک با مدیر خلاق بازی Chris Metzen همکاری کرد. کار کپلان بر تعامل بازیکن با محیط WoW متمرکز بود، از جمله طراحی کوئست و زیباسازی سیاه چال‌های مختلف و حمله (Raid). وی موقعیت خود را به عنوان «واسطه ای» بین اِلِمان‌های خلاق Metzen و برنامه نویسان و هنرمندان تیم طراحی مراحل توصیف کرد. سرانجام، کپلان به همراه تام چیلتون و جی آلن براک به عنوان مدیر بازی WoW معرفی شد.
در فوریه ۲۰۰۹، کپلان اعلام کرد که از سمت مدیر بازی WoW کناره‌گیری می‌کند تا به توسعه یک بازی MMO جدید و اعلام نشده از بلیزارد بپردازد، که بعداً بازی با عنوان Titan معرفی شد. کپلان با امید به ایجاد یک موفقیت شبیه به بازی wow، تصمیم گرفت که بر روی یک پروژه جدید کار کند. او نگرانی‌هایی در مورد اینکه بازی wow تا چه اندازه محبوب خواهد ماند، داشت. Titan یک پروژه جاه طلبانه در نظر گرفته شد، که به عنوان یک تیرانداز اول شخص مبتنی بر کلاس (سطح‌بندی) طراحی شده بود، ولی این پروژه یک دوره توسعه طولانی و پر دردسر داشت که جف کپلان گیم پلی آن را «بسیار نامرتب و گیج» خواند. در سپتامبر ۲۰۱۴ اعلام شد که پروژه تایتان لغو شده‌است.
با این حال، قبل از اعلام رسمی لغو بازی، توسعه تایتان در اوایل سال ۲۰۱۳ در بلیزارد متوقف شده بود. همه اعضای تیم تایتان به جز ۴۰ عضو دیگر به پروژه‌های دیگری منتقل شدند و افراد باقیمانده از جمله کپلان و Metzen از طرف مدیریت مأموریت یافتند که ظرف چند هفته یک ایده کاملاً نو و جدید را به دست آورند، در غیر این صورت آنها نیز مجدداً منتقل می‌شوند. کاپلان و Metzen از برخی از گیم پلی و عناصر خلاق Titan استفاده کردند و ایده یک تیرانداز مبتنی بر تیم ایجاد کردند که به اورواچ بدل شد.
با تأیید پروژه جدید توسط بلیزارد، کپلان سمت طراح اصلی و Metzen سمت مدیر خلاق را بر عهده گرفتند. اورواچ برای بلیزارد بسیار موفق شد و در اولین سال انتشار، بیش از ۱ میلیارد دلار درآمد کسب کرد و بیش از ۳۵ میلیون بازیکن در سراسر جهان جذب کرد. کاپلان با الهام گرفتن از برخی کارمندان بلیزارد و کارگردان اصلی بازی قلب سنگی، به اسم Ben Brode، با تعامل با طرفداران اورواچ از خودش یک چهره عمومی در بلیزارد ایجاد کرد. او در انجمن اورواچ پست می‌گذارد و با قرار دادن ویدئو از کانال رسمی اورواچ در یوتیوب، از توسعه و بروز رسانی‌های آینده بازی اورواچ با طرفداران صحبت می‌کند.
در سال ۲۰۱۷، کپلان در جشنواره بازی‌های سرگرم‌کننده، که در شهر بیلبائو اسپانیا برگزار می‌شود، جایزه پیشتاز را دریافت کرد.
در آپریل ۲۰۲۱، اعلام شد که کپلان پس از ۱۹ سال سابقه، بلیزارد انترتینمنت شرکت را ترک می کند و آرون کلر نقش کارگردان اورواچ و نظارت بر بازی را انجام خواهد داد.

## بازی نگاری
| سال  | عنوان                             | نقش                      | یادداشت |
| ---- | --------------------------------- | ------------------------ | ------- |
| ۲۰۰۲ | وارکرفت ۳: پادشاهی آشوب           | طراح                     |         |
| ۲۰۰۴ | دنیای وارکرفت                     | طراح، کارگردان بازی      |         |
| ۲۰۰۷ | دنیای وارکرفت: جنگ‌های صلیبی سوزان | طراح                     |         |
| ۲۰۰۸ | دنیای وارکرفت: خشم پادشاه لیچ     | طراح                     |         |
| ۲۰۱۳ | تایتان                            | طراح                     | لغو شد  |
| ۲۰۱۶ | اورواچ                            | طراح اصلی، کارگردان بازی |         |